# Niskogłów fioletowy
Niskogłów fioletowy (Tapinauchenius gretae) – gatunek pająka z infrarzędu ptaszników i rodziny ptasznikowatych. Endemit Brazylii.

## Taksonomia
Gatunek ten opisany został po raz pierwszy w 2022 roku przez Yeimy Cifuentes i Rogéira Bertaniego. Jako lokalizację typową wskazano Vila de Paricatuba w brazylijskim stanie Amazonas. Epitet gatunkowy nadany został na cześć Grety Thunberg w uznaniu „jej walki ze zmianami klimatycznymi i o zachowanie planety”.

## Morfologia
Pająk o brązowym ubarwieniu. U holotypowego samca długość ciała wynosiła 20,6 mm, a paratypowej samicy 30 mm. Karapaks jest dłuższy niż szeroki, o lekko wyniesionej części głowowej, szerszym niż dłuższym wzgórku ocznym, prostych jamkach oraz wyraźnych rowkach tułowiowych. Oczy pary przednio-środkowej leżą na tej samej wysokości co pary przednio-bocznej, a pary tylno-bocznej bardziej z przodu niż pary tylno-środkowej. Nadustek nie występuje. Szczękoczułki mają na przednich krawędziach rowków od 8 do 9 ząbków. Odnóża pierwszej i czwartej pary są najdłuższe i równej długości, trzeciej zaś najkrótsze. Stopy wszystkich par odnóży mają pełne skopule. Skopule na nadstopiach dwóch pierwszych par również są pełne, na tych trzeciej zajmują odsiebne ⅔ u samca i odsiebną ½ u samicy, a tych pary ostatniej odsiebną ⅓ u samca i odsiebną ¼ u samicy.
Samce mają na goleniach pierwszej pary odnóży apofizy (haki) goleniowe złożone z dwóch gałęzi, z których przednio-boczna jest mniejsza i zaopatrzona w kolec na boku, a tylno-boczna większa i zaopatrzona w kolec na wierzchołku; za gałęzią tylno-boczną leży wyraźny, okrągły guzek. Kulisty bulbus ma małe subtegulum i guzek na przednio-bocznej powierzchni tegulum. Około 3,7 raza dłuższy od tegulum embolus jest gruby, w widoku grzbietowym w dosiebnej części prosty, a w dalszej lekko zakrzywiony, ku zagiętemu szczytowi gwałtownie zwężony.
Genitalia samicy mają dwie całkowicie odseparowane, długie, niemal równowąskie spermateki, każda z zaokrąglonym i dobrze zesklerotyzowanym płatem wierzchołkowym o szerokości równej prawie połowie szerokości części środkowej.

## Ekologia i występowanie
Gatunek neotropikalny, endemiczny dla Brazylii, znany wyłącznie ze stanu Amazonas. Zamieszkuje wilgotne lasy równikowe. Jest ptasznikiem nadrzewnym. Chętnie bytuje na pniach Minquartia guianensis.